# On the Floor
„On the Floor” este un cântec al solistei americane Jennifer Lopez, în colaborare cu interpretul de muzica rap Pitbull.

## Informații generale
Primele informații cu privire la promovarea unui succesor al cântecului „Louboutins” au fost făcute publice de Lopez la începutul lunii ianuarie a anului 2011 prin intermediul contului său oficial de Twitter. Mai mult, o mostră a unei versiuni nefinisate a înregistrării a ajuns în mediul online pe data de 16 ianuarie 2011, fiind postată de Rap-Up.com. În același timp, website-ul a anunțat faptul că piesa a fost produsă de RedOne și prezintă porțiuni interpretate de Pitbull. Conform editorului Los Angeles Times Gerrick D. Kennedy, o variantă întreagă a cântecului nefinisat a apărut pe internet la sfârșitul aceleiași săptămâni, în aceeași perioadă debutând și scurtmetrajul publicitar realizat de solistă pentru L'Oreal și debutul său ca jurat al emisiunii-concurs American Idol. Artista a confirmat titlul compoziției („On the Floor”) în timpul unui interviu acordat pe covorul roșu al Globurilor de Aur, în timp ce în ziua următoare a fost prezentă la emisiunea On Air with Ryan Seacrest, unde a fost dezvăluită versiunea finală a cântecului.
După premiera compoziției la emisiunea lui Seacreast, varianta oficială a înregistrării alături de coperta discului single au fost încărcate pe website-ul oficial al acestuia. Mai mult, conform editorului Sadao Turner, piesa prezentată la postul de radio prezintă o serie de diferențe față de versiunea apărută prematur în mediul online. RedOne s-a declarat încântat de oportunitatea de a lucra în compania lui Lopez, declarând că un cântec potrivit pentru aceasta ar consista în „dans, petreceri și originile sale latino”. Același compozitor a declarat despre experiența de a lucra cu Lopez faptul că „totul a fost foarte natural”, continuând să o felicite pe artistă pentru realizările sale. „On the Floor” a avut premiera în Regatul Unit pe data de 28 ianuarie 2010. când a fost difuzat pentru prima dată de Scott Mills în timpul emisiunii sale Ready for the Weekend. De asemenea, piesa a intrat pe listele de redare ale principalului post de radio britnaic BBC Radio 1 pe data de 2 martie 2011.

## Compunere și structură muzicală
„On the Floor” este un cântec dance și electropop, conținând și o serie de elemente specifice muzicii pop, house sau R&B. Produsă de RedOne, compoziția prezintă o introducere de un minut interpretată de Pitbull și folosește o mostră a șlagărului „Lambada” (1989) al formației Kaoma. Textul a fost scris de Bilal Hajji, Kinda Hamid, Gonzalo G. Hermosa, Ulises G. Hermosa, Achraf Janussi, Nadir „RedOne” Khayat, Armando C. Perez și Geraldo Sandell. „On the Floor” reprezintă cea de-a doua colaborare a lui Lopez cu interpretul de muzică rap, după înregistrarea promoțională „Fresh Out the Oven” (lansată în 2009). Referitor la noua direcție artistică adoptată, artista a declarat faptul că piesa „mă reprezintă pe mine [cea] de astăzi, ceea ce îmi place. Nu este ceva pe care îl asculți și spui «Asta nu e ea», dar în același timp spui «Ea este? Îmi place. E nou» și asta e ceea ce voiam. Voiam să fie specific mie, dar am vrut totodată să nu fiu eu cea de pe primul sau al doilea album al meu, ci cea de astăzi”. Mai mult, conform Idolator și Gerrick Kennedy de la Los Angeles Times, „On the Floor” amintește de șlagprul lui Lopez de la finele anului 1999, „Waiting for Tonight”. De asemenea, Bill Lamb de la About.com a comparat compoziția cu înregistrarea de debut a solistei, „If You Had My Love” (1999). Idolator a amintit și faptul că „On the Floor” reprezintă o îmbinare de „ritmuri latino” și elemente de „muzică de club”, în timp ce Melinda Newman de la Hitfix.com a subliniat „spiritul retro” al cântecului.
Kennedy a continuat să adauge și că „ascultătorii nu au mai auzit această parte dance-electro-pop a lui Lopez din anul 1999, [...] marea parte a repretoriului său cochetând mai mult cu sound-uri pop-urbane”. Robbie Daw de la Idolator a remarcat faptul că versiunea finală este mai scurtă cu un minut decât cea apărută prematur în mediul online, cea oficială fiind mai „pregătită pentru [posturile de] radio”. Cu toate acestea, au apărut o serie de comparații între „On the Floor” și cântecul „Party O'Clock” al lui Kat DeLuna, care a fost de asemenea, produs de RedOne. Între timp, Lopez a declarat faptul că înregistrarea prezintă ambele părți ale carierei sale, atât interpretarea, cât și dansul. De asemenea, ritmul melodiei vocale prezintă un număr restrâns de sincope, făcându-se uz și de elemente specifice muzicii repetitive sau pe secțiuni instrumentale restrânse. Mai mult, „On the Floor” se evidențiază atât datorită armoniilor vocale, cât și datorită instrumentalului care se compune, printre altele, din acordeon sau sintetizator.

## Recenzii
Percepția criticilor asupra înregistrării a fost una majoritar pozitivă. Bill Lamb de la About.com a oferit compoziției patru puncte dintr-un total de cinci posibile, felicitând interpretarea „autoritară” a lui Lopez și stilul dance-pop descris drept „irezistibil”, amintind și de faptul că piesa posedă un „strop de exotism”. Acesta a continuat să afirme că „Jennifer Lopez cântă cu o autoritate în vocea sa care o face complet convingătoare în postura de lider al petrecerii”. Website-ul Idolator a felicitat cântecul, „verdictul său” fiind unul favorabil, felicitând versurile interpretate de Pitbull (rapper), însă a subliniat totodată lipsa originalității. Melinda Newman de la [Hitfix.com] a fost de părere că On the Floor demonstrează „abilitatea lui RedOne de a scote în evidență ce este mai bun din artiștii săi”, compoziția fiind „mult mai bun decât [...] absolut teribilul «Louboutins»”, adăugând și faptul că Lopez „în sfârșit și-a revenit”, făcând referire la alegerile făcute anterior de artistă cu privire la cântecele promovate. De asemenea, Gerrick Kennedy de la Los Angeles Times a oferit înregistrării o recenzie pozitivă, adăugând și că este o compoziție mai „molipsitoare” decât predecesorii săi („Louboutins" sau „Fresh Out the Oven").

## Prezența în clasamente
Statele Unite ale Americii și Canada
Prima apariție în clasamentul oficial canadian a compoziției a fost consemnată odată cu publicarea ediției din 12 februarie 2011, când a debutat pe locul optzeci și șase doar pe baza difuzărilor obținute din partea posturilor de radio de pe acest teritoriu. Astfel, „„On the Floor” a devenit prima înregistrare realizată pentru proiectul Love? care obține atenție din partea posturilor de radio de pe teritoriul Americii de Nord, întrucât niciunul dintre cântecele care l-au precedat („Fresh Out the Oven” și „Louboutins”) nu au instrat pe listele de redare ale posturilor de radio. La scurt timp de la lansarea compoziției în format digital, piesa a avansat până pe poziția secundă a ierarhiei Canadian Hot 100, pentru ca ulterior să ocupe locul întâi. Concomitent, această realizare i-a adus lui Lopez cel mai bine clasat extras pe single într-un interval de nouă ani în Canada și a devenit cel de-al patrulea șlagăr de locul întâi în această țară. În Statele Unite ale Americii „On the Floor” a debutat pe locul nouă, după lansarea sa în format digital, în primele șapte zile de disponibilitate fiind comercializate 170.000 de exemplare. Simultan, cântecul a devenit înregistrarea cu cea mai bună intrare în Billboard Hot 100 pentru Lopez și a marcat revenirea sa în primele zece trepte ale clasamentului în postura de artist principal, după opt ani — „All I Have” (și cinci ani de la ultima prezență — colaborarea cu LL Cool J „Control Myself”). Ulterior, piesa a avansat pe treapta cu numărul cinci, în parte mulțumită celor aproximativ 232.000 de unități vândute în a doua săptămână.

## Clasamente
| Țară (clasament)                   | Poziția maximă | Referință      |
| „On the Floor”                     | „On the Floor” | „On the Floor” |
| ---------------------------------- | -------------- | -------------- |
| Australia (ARIA)                   | 1              | [ 18 ]         |
| Austria (Ö3 Austria Top 75)        | 1              | [ 19 ]         |
| Belgia — Flandra (Ultratop)        | 1              | [ 20 ]         |
| Belgia — Valonia (Ultratop)        | 1              | [ 21 ]         |
| Brazilia (Brasil Hot 100)          | 7              | [ 22 ]         |
| Bulgaria (APC Charts)              | 1              | [ 23 ]         |
| Canada (Canadian Hot 100)          | 1              | [ 24 ]         |
| (IFPI)                             | 1              | [ 25 ]         |
| Danemarca (Tracklisten)            | 3              | [ 26 ]         |
| Elveția (Media Control)            | 1              | [ 27 ]         |
| Estonia (Uuno.ee)                  | 3              | [ 28 ]         |
| Europa (APC Charts)                | 1              | [ 29 ]         |
| Europa (European Singles)          | 1              | [ 30 ]         |
| Franța (SNEP)                      | 1              | [ 31 ]         |
| Finlanda (Suomen Virallinen Lista) | 1              | [ 32 ]         |
| Germania (Media Control)           | 1              | [ 33 ]         |
| Grecia (Billboard — Greek Airplay) | 1              | [ 34 ]         |
| Irlanda (IRMA)                     | 1              | [ 35 ]         |
| Islanda (Tónlist.is)               | 3              | [ 36 ]         |
| Italia (FIMI)                      | 1              | [ 37 ]         |
| Norvegia (VG Lista)                | 1              | [ 38 ]         |
| Noua Zeelandă (RIANZ)              | 2              | [ 39 ]         |

| Țară (clasament)                       | Poziția maximă | Referință |
| -------------------------------------- | -------------- | --------- |
| Olanda (Dutch Top 40)                  | 4              | [ 23 ]    |
| Olanda (Dutch Mega Top 100)            | 4              | [ 40 ]    |
| Polonia (ZPAV)                         | 2              | [ 41 ]    |
| Portugalia (APC Charts)                | 4              | [ 23 ]    |
| Regatul Unit (UK Download Chart)       | 1              | [ 42 ]    |
| Regatul Unit (UK R&B Chart)            | 1              | [ 43 ]    |
| Regatul Unit (UK Singles Chart)        | 1              | [ 44 ]    |
| România (Romanian Top 100)             | 1              | [ 45 ]    |
| România (UPFR — Top 20 Nielsen)        | 1              | [ 46 ]    |
| Scoția (OCC — Scottish Singles Chart)  | 1              | [ 47 ]    |
| Serbia (Pop Lista Top 50)              | 1              | [ 48 ]    |
| Slovacia (IFPI)                        | 1              | [ 49 ]    |
| Spania (Promusicae)                    | 1              | [ 50 ]    |
| Suedia (Sverigetopplistan)             | 1              | [ 51 ]    |
| S.U.A. (Billboard Hot 100)             | 3              | [ 24 ]    |
| S.U.A. (Billboard Hot Dance Club Play) | 1              | [ 24 ]    |
| S.U.A. (Billboard Digital Songs)       | 2              | [ 24 ]    |
| S.U.A. (Billboard Radio Songs)         | 5              | [ 24 ]    |
| S.U.A. (Billboard Pop Songs)           | 6              | [ 24 ]    |
| United World Chart                     | 1              | [ 52 ]    |
| „Ven a Bailar”                         |                |           |
| S.U.A. (Billboard Hot Latin Songs)     | 7              | [ 24 ]    |
| S.U.A. (Billboard Latin Pop Songs)     | 3              | [ 24 ]    |

http://entertainment.stv.tv/music/225893-pitbull-calls-jennifer-lopez-a-hurricane/ Arhivat în 8 februarie 2011, la Wayback Machine.
https://web.archive.org/web/20110227093802/https://www.youtube.com/charts
https://web.archive.org/web/20110409071903/http://en-ca.nielsen.com/content/dam/nielsen/en_ca/documents/pdf/newsletters/billboard_canadian-update/Nielsen%20Music%20Canadian%20Update.pdf